# 許令瑜
許令瑜（？—17世紀），或作令喻，字元忠，號芝田、容齋道人，明亡後號靈泉通翁，浙江杭州府海寧縣人，明朝、南明政治人物。

## 生平
天啟元年（1621年）辛酉科浙江鄉試舉人，崇禎十六年（1637年）癸未科進士，授福建仙遊縣知縣，在當地修理城牆、磨煉兵械、招攬勇士，推行保甲。
李自成破京師，他和典史丁明理平定林尾郎的亂事，又與興化府知府楊芳蚤、守備劉時衍、協守趙士挺、武進士楊瑞鳳斬殺盜賊李芳聲。林熙寰、林紹隆、李王胤叛亂，許令瑜調來守備宋載明守城，遊擊林朱光索拿糧餉不前進，他和典史錢塘人徐先覺帶兵搗破亂軍巢穴，斬殺林熙寰等人，鄭芝龍部將打算搶掠，被他制止。張肯堂、陸清源、高允茲推薦他遷任禮部主客司主事，任天興鄉試同考官，陞吏科給事中。福京淪陷後他不接受清朝徵召，隱居在翠薄山，每天痛哭而死，兒子許奫也捨棄諸生身分寫書。

## 引用
1. 1 2  錢海岳《南明史·卷四十五·列傳第二十一》：許令瑜，字芝田，海寧人。崇禎十六年進士。授仙遊知縣，庀城垣，礪兵械，招武勇，行保甲法。北京亡，與典史丁明理平林尾郎亂。又與知府楊芳蚤、守備劉時衍、協守趙士挺、武進士楊瑞鳳斬李芳聲。
2. ↑  四庫全書本《浙江通志·卷一百四十》：舉人 十八……天啟元年辛酉科……許令瑜 海寧人，癸未進士。
3. ↑  錢海岳《南明史·卷四十五·列傳第二十一》：林熙寰、林紹隆、李王胤反，調守備宋載明城守。遊擊林朱光索餉掠不進，令瑜與典史錢塘徐先覺以兵搗巢，斬熙寰等。鄭芝龍將施傳略，止之。張肯堂、陸清源、高允茲薦遷主客主事，同考天興鄉試，陞吏科給事中。福京亡，清召不出，隱翠薄山，日痛哭卒。子奫，字大辛，去諸生，著書。